# Linea Odakyū Odawara
La  Linea Odakyū Odawara (小田急小田原線?, Odakyū Odawara-sen) gestita dalle Ferrovie Odakyū è una ferrovia a scartamento ridotto che collega le stazioni di Shinjuku a Tokyo e Odawara, situata nell'omonima città della prefettura di Kanagawa. Sul lato di Tokyo alcuni treni presso la stazione di Yoyogi-Uehara si innestano sulla linea Chiyoda della metropolitana e proseguono all'interno di questa oltre il suo capolinea, continuando quindi sulla linea Jōban della JR East.

## Servizi e stazioni
Salvo indicato diversamente, tutti i treni provengono dalla stazione di Shinjuku. Le abbreviazioni dei treni sono al solo scopo di praticità per la tabella sottostante.
Espresso Limitato (特急?, tokkyū)
Soprannominato "Romancecar", richiede un biglietto speciale con un sovrapprezzo. I treni sono diretti a Odawara, Katase-Enoshima, Karakida, Hakone-Yumoto (sulla ferrovia Hakone Tozan) e Gotemba (sulla linea Gotenba della JR Central). ;Espresso Rapido (快速急行?, kaisoku kyūkō) (ER)
Nessun sovrapprezzo. I servizi sono prevalentemente per Fujisawa sulla linea Enoshima.
Espresso (急行?, kyūkō) (E)
Servizi per Odawara, altri per Katase-Enoshima. Alcuni treni per Tokyo la mattina arrivano da Karakida e continuano sulle linee Chiyoda e Jōban.
Espresso Tama (多摩急行?, tama kyūkō) (ET)
Servizi da stazione di Ayase sulla linea Chiyoda per Karakida.
Semiespresso (準急?, junkyū) (SE)
Servizi da Odawara e Hon-Atsugi. Alcuni la mattina proseguono sulle linee Chiyoda e Jōban.
Semiespresso sezionale (区間準急?, kukan junkyū) (SES)
Servizi per Karakida e alcuni per Shin-Matsuda.
Local (各駅停車?, kakueki teisha)
La maggior parte per Hon-Atsugi; altri per Odawara via Katase-Enoshima e sulle linee Tama e Hakone Tozan. Sono presenti anche servizi fra Shin-Matsuda e Hakone-Yumoto.

### Stazioni
Notes:
- Vedi l'articolo Romancecar per informazioni sull'Espresso Limitato Odakyū Romancecar e le sue fermate.
- I treni locali fermano a tutte le stazioni, e sono omessi nella tabella

Legend:
- ● - tutti i treni fermano; ■ - alcuni treni fermano;｜- tutti i treni passano
- SES - Semiespresso sezionale; SE - Semiespresso; ET - Espresso Tama; E - Espresso; ER - Espresso Rapido

| Stazione                                      | Giapponese                                    | Distanza                                      | Distanza                                      | SES | SE | ET | E | ER | Collegamenti | Posizione                          | Posizione |
| Stazione                                      | Giapponese                                    | Between stations                              | Total                                         | SES | SE | ET | E | ER | Collegamenti | Posizione                          | Posizione |
| --------------------------------------------- | --------------------------------------------- | --------------------------------------------- | --------------------------------------------- | --- | --- | --- | --- | --- | --- | ---------------------------------- | --------- |
| Shinjuku                                      | 新宿                                          | -                                             | 0.0                                           | ● | ● | Verso Linea Chiyoda | ● | ● | ■ Linea Chūō ■ Linea Chūō-Sōbu ■ Linea Yamanote ■ Linea Saikyō ■ Linea Shōnan-Shinjuku ■ Linea Keiō ■ Nuova linea Keiō ■ Linea Seibu Shinjuku (Seibu-Shinjuku) Linea Marunouchi Linea Shinjuku Linea Ōedo (Stazione di Shinjuku-Nishiguchi) | Shinjuku                           | Tokyo     |
| Minami-Shinjuku                               | 南新宿                                        | 0.8                                           | 0.8                                           | ｜ | ｜ | Verso Linea Chiyoda | ｜ | ｜ | | Shibuya                            | Tokyo     |
| Sangūbashi                                    | 参宮橋                                        | 0.7                                           | 1.5                                           | ｜ | ｜ | Verso Linea Chiyoda | ｜ | ｜ | | Shibuya                            | Tokyo     |
| Yoyogi-Hachiman                               | 代々木八幡                                    | 1.2                                           | 2.7                                           | ｜ | ｜ | Verso Linea Chiyoda | ｜ | ｜ | | Shibuya                            | Tokyo     |
| Servizio diretto sulle linee Chiyoda e Jōban: | Servizio diretto sulle linee Chiyoda e Jōban: | Servizio diretto sulle linee Chiyoda e Jōban: | Servizio diretto sulle linee Chiyoda e Jōban: | -Tama Express (tutti i treni): per Toride via linee Chiyoda e Jōban -Espresso (mattine dei giorni feriali): per Abiko via linee Chiyoda e Jōban -Semiespresso (alcuni treni): per Ayase via linea Chiyoda | -Tama Express (tutti i treni): per Toride via linee Chiyoda e Jōban -Espresso (mattine dei giorni feriali): per Abiko via linee Chiyoda e Jōban -Semiespresso (alcuni treni): per Ayase via linea Chiyoda | -Tama Express (tutti i treni): per Toride via linee Chiyoda e Jōban -Espresso (mattine dei giorni feriali): per Abiko via linee Chiyoda e Jōban -Semiespresso (alcuni treni): per Ayase via linea Chiyoda | -Tama Express (tutti i treni): per Toride via linee Chiyoda e Jōban -Espresso (mattine dei giorni feriali): per Abiko via linee Chiyoda e Jōban -Semiespresso (alcuni treni): per Ayase via linea Chiyoda | -Tama Express (tutti i treni): per Toride via linee Chiyoda e Jōban -Espresso (mattine dei giorni feriali): per Abiko via linee Chiyoda e Jōban -Semiespresso (alcuni treni): per Ayase via linea Chiyoda | -Tama Express (tutti i treni): per Toride via linee Chiyoda e Jōban -Espresso (mattine dei giorni feriali): per Abiko via linee Chiyoda e Jōban -Semiespresso (alcuni treni): per Ayase via linea Chiyoda                                   | Shibuya                            | Tokyo     |
| Yoyogi-Uehara                                 | 代々木上原                                    | 0.8                                           | 3.5                                           | ● | ● | ● | ● | ● | Linea Chiyoda (C-01) | Shibuya                            | Tokyo     |
| Higashi-Kitazawa                              | 東北沢                                        | 0.7                                           | 4.2                                           | ｜ | ｜ | ｜ | ｜ | ｜ | | Setagaya                           | Tokyo     |
| Shimo-Kitazawa                                | 下北沢                                        | 0.7                                           | 4.9                                           | ● | ● | ● | ● | ● | Linea Keiō Inokashira | Setagaya                           | Tokyo     |
| Setagaya-Daita                                | 世田谷代田                                    | 0.7                                           | 5.6                                           | ｜ | ｜ | ｜ | ｜ | ｜ | | Setagaya                           | Tokyo     |
| Umegaoka                                      | 梅ヶ丘                                        | 0.7                                           | 6.3                                           | ● | ｜ | ｜ | ｜ | ｜ | | Setagaya                           | Tokyo     |
| Gōtokuji                                      | 豪徳寺                                        | 0.7                                           | 7.0                                           | ● | ｜ | ｜ | ｜ | ｜ | Linea Tōkyū Setagaya (Yamashita) | Setagaya                           | Tokyo     |
| Kyōdō                                         | 経堂                                          | 1.0                                           | 8.0                                           | ● | ■ | ● | ■ | ｜ | | Setagaya                           | Tokyo     |
| Chitose-Funabashi                             | 千歳船橋                                      | 1.2                                           | 9.2                                           | ● | ｜ | ｜ | ｜ | ｜ | | Setagaya                           | Tokyo     |
| Soshigaya-Ōkura                               | 祖師ヶ谷大蔵                                  | 1.4                                           | 10.6                                          | ● | ｜ | ｜ | ｜ | ｜ | | Setagaya                           | Tokyo     |
| Seijōgakuen-mae                               | 成城学園前                                    | 1.0                                           | 11.6                                          | ● | ● | ● | ● | ｜ | | Setagaya                           | Tokyo     |
| Kitami                                        | 喜多見                                        | 1.1                                           | 12.7                                          | ● | ｜ | ｜ | ｜ | ｜ | | Setagaya                           | Tokyo     |
| Komae                                         | 狛江                                          | 1.1                                           | 13.8                                          | ● | ｜ | ｜ | ｜ | ｜ | | Komae                              | Tokyo     |
| Izumi-Tamagawa                                | 和泉多摩川                                    | 0.6                                           | 14.4                                          | ● | ｜ | ｜ | ｜ | ｜ | | Komae                              | Tokyo     |
| Noborito                                      | 登戸                                          | 0.8                                           | 15.2                                          | ● | ● | ● | ● | ｜ | Linea Nambu | Tama-ku Kawasaki                   | Kanagawa  |
| Mukōgaoka-Yūen                                | 向ヶ丘遊園                                    | 0.6                                           | 15.8                                          | ● | ● | ｜ | ● | ｜ | | Tama-ku Kawasaki                   | Kanagawa  |
| Ikuta                                         | 生田                                          | 2.1                                           | 17.9                                          | ● | ● | ｜ | ｜ | ｜ | | Tama-ku Kawasaki                   | Kanagawa  |
| Yomiuri-Land-mae                              | 読売ランド前                                  | 1.3                                           | 19.2                                          | ● | ● | ｜ | ｜ | ｜ | | Tama-ku Kawasaki                   | Kanagawa  |
| Yurigaoka                                     | 百合ヶ丘                                      | 1.3                                           | 20.5                                          | ● | ● | ｜ | ｜ | ｜ | | Asao-ku Kawasaki                   | Kanagawa  |
| Shin-Yurigaoka                                | 新百合ヶ丘                                    | 1.0                                           | 21.5                                          | ● | ● | ● | ● | ● | Linea Odakyū Tama (servizio diretto per Karakida da Shinjuku/Linea Chiyoda) | Asao-ku Kawasaki                   | Kanagawa  |
| Kakio                                         | 柿生                                          | 1.9                                           | 23.4                                          | ● | ● | To Tama Line | ｜ | ｜ | | Asao-ku Kawasaki                   | Kanagawa  |
| Tsurukawa                                     | 鶴川                                          | 1.7                                           | 25.1                                          | ● | ● | To Tama Line | ｜ | ｜ | | Machida                            | Tokyo     |
| Tamagawagakuen-mae                            | 玉川学園前                                    | 2.8                                           | 27.9                                          | ● | ● | To Tama Line | ｜ | ｜ | | Machida                            | Tokyo     |
| Machida                                       | 町田                                          | 2.9                                           | 30.8                                          | ● | ● | To Tama Line | ● | ● | Linea Yokohama | Machida                            | Tokyo     |
| Sagami-Ōno                                    | 相模大野                                      | 1.5                                           | 32.3                                          | ● | ● | To Tama Line | ● | ● | Linea Odakyū Enoshima (servizio diretto per stazione di Katase-Enoshima da Shinjuku/Machida) | Minami-ku Sagamihara               | Kanagawa  |
| Odakyū-Sagamihara                             | 小田急相模原                                  | 2.4                                           | 34.7                                          | ● | ● | | ｜ | ｜ | | Minami-ku Sagamihara               | Kanagawa  |
| Sōbudai-mae                                   | 相武台前                                      | 2.2                                           | 36.9                                          | ● | ● | | ｜ | ｜ | | Zama                               | Kanagawa  |
| Zama                                          | 座間                                          | 2.3                                           | 39.2                                          | ● | ● | | ｜ | ｜ | | Zama                               | Kanagawa  |
| Ebina                                         | 海老名                                        | 3.3                                           | 42.5                                          | ● | ● | | ● | ● | Linea Sagami Linea Sagami principale | Ebina                              | Kanagawa  |
| Atsugi                                        | 厚木                                          | 1.6                                           | 44.1                                          | ● | ● | | ｜ | ｜ | Linea Sagami | Ebina                              | Kanagawa  |
| Hon-Atsugi                                    | 本厚木                                        | 1.3                                           | 45.4                                          | ● | ● | | ● | ● | | Atsugi                             | Kanagawa  |
| Aikō-Ishida                                   | 愛甲石田                                      | 3.1                                           | 48.5                                          | ● | ● | | ● | ● | | Atsugi                             | Kanagawa  |
| Isehara                                       | 伊勢原                                        | 3.7                                           | 52.2                                          | ● | ● | | ● | ● | | Isehara                            | Kanagawa  |
| Tsurumaki-Onsen                               | 鶴巻温泉                                      | 3.7                                           | 55.9                                          | ● | ● | | ● | ● | | Hadano                             | Kanagawa  |
| Tōkaidaigaku-mae                              | 東海大学前                                    | 1.1                                           | 57.0                                          | ● | ● | | ● | ● | | Hadano                             | Kanagawa  |
| Hadano                                        | 秦野                                          | 4.7                                           | 61.7                                          | ● | ● | | ● | ● | | Hadano                             | Kanagawa  |
| Shibusawa                                     | 渋沢                                          | 3.9                                           | 65.6                                          | ● | ● | | ● | ● | | Hadano                             | Kanagawa  |
| Shin-Matsuda                                  | 新松田                                        | 6.2                                           | 71.8                                          | ● | ● | | ● | ● | Linea Gotemba (Matsuda) | Matsuda, Distretto di Ashigarakami | Kanagawa  |
| Kaisei                                        | 開成                                          | 2.5                                           | 74.3                                          | | | | ■ | ｜ | | Kaisei Distretto di Ashigarakami   | Kanagawa  |
| Kayama                                        | 栢山                                          | 1.9                                           | 76.2                                          | | | | ■ | ｜ | | Odawara                            | Kanagawa  |
| Tomizu                                        | 富水                                          | 1.6                                           | 77.8                                          | | | | ■ | ｜ | | Odawara                            | Kanagawa  |
| Hotaruda                                      | 螢田                                          | 1.4                                           | 79.2                                          | | | | ■ | ｜ | | Odawara                            | Kanagawa  |
| Ashigara                                      | 足柄                                          | 1.6                                           | 80.8                                          | | | | ■ | ｜ | | Odawara                            | Kanagawa  |
| Odawara                                       | 小田原                                        | 1.7                                           | 82.5                                          | | | | ● | ● | Ferrovia Hakone Tozan (servizio diretto per Hakone-Yumoto) Tōkaidō Shinkansen Linea principale Tōkaidō Linea Shōnan-Shinjuku Linea Izuhakone Daiyūzan                                                                                       | Odawara                            | Kanagawa  |